# Usambarabergen
Usambarabergen är en bergstrakt i nordöstra Tanzania som skiljs av floden Lwengera (eller Luengera) i en västra och en östra del. Den västra delen höjer sig över en platå som ligger 400 till 800 meter över havet. De högsta topparna i västra delen ligger lite över 2 200 meter över havet. Den östra delen liknar själv en platå som är 130 000 hektar stor. Högsta toppen i östra delen är berget Nilo som ligger 1 506 meter över havet.
Flera områden i den västra delen är naturreservat som är täckta av bergsskogar. Utanför reservaten förekommer en mosaik av mindre skogar och jordbruksmark. Typiska träd i skogarna är Newtonia buchananii, Parinari excelsa, Albizia gummifera och Allanblackia stuhlmannii. Cirka 18 000 personer är bosatt i Västra Usambarabergen och de lever i ungefär 215 samhällen. I västra delen förekommer fem endemiska ryggradsdjur och ytterligare 19 ryggradsdjur som endast lever i bergstrakter i östra Afrika. En typisk fågel som häckar i västra delen är kapseglare. En underart av bergnattskärra syns ofta vid skogskanterna. Rostbukig stare flyger gärna ovanför skogarna. Antalet stora däggdjur minskade betydlig under historien. Även populationen av små primater är mindre än i andra östafrikanska bergstrakter.
I östra delens 61 samhällen lever ungefär 102 000 personer. Det finns bara ett fåtal skogar kvar och de administreras främst av staten. Utöver träden som även angavs för västra delen hittas på bergstopparna Myrianthus holstii. I de låga delarna av Östra Usambarabergen växer träd som Khaya anthotheca och Milicia excelsa. Sju endemiska ryggradsdjur lever i östra delen. Ytterligare sju endemiska arter tillhör växtsläktet Saintpaulia. Sällsynta däggdjur som lever i östra delen är abbotts dykare, peters snabelhund och flyghunden Myonycteris relicta. Flera hotade fågelarter som Bubo vosseleri, Otus ireneae, Orthotomus moreaui, Modulatrix orostruthus, Swynnertonia swynnertoni och Ploceus nicolli förekommer.

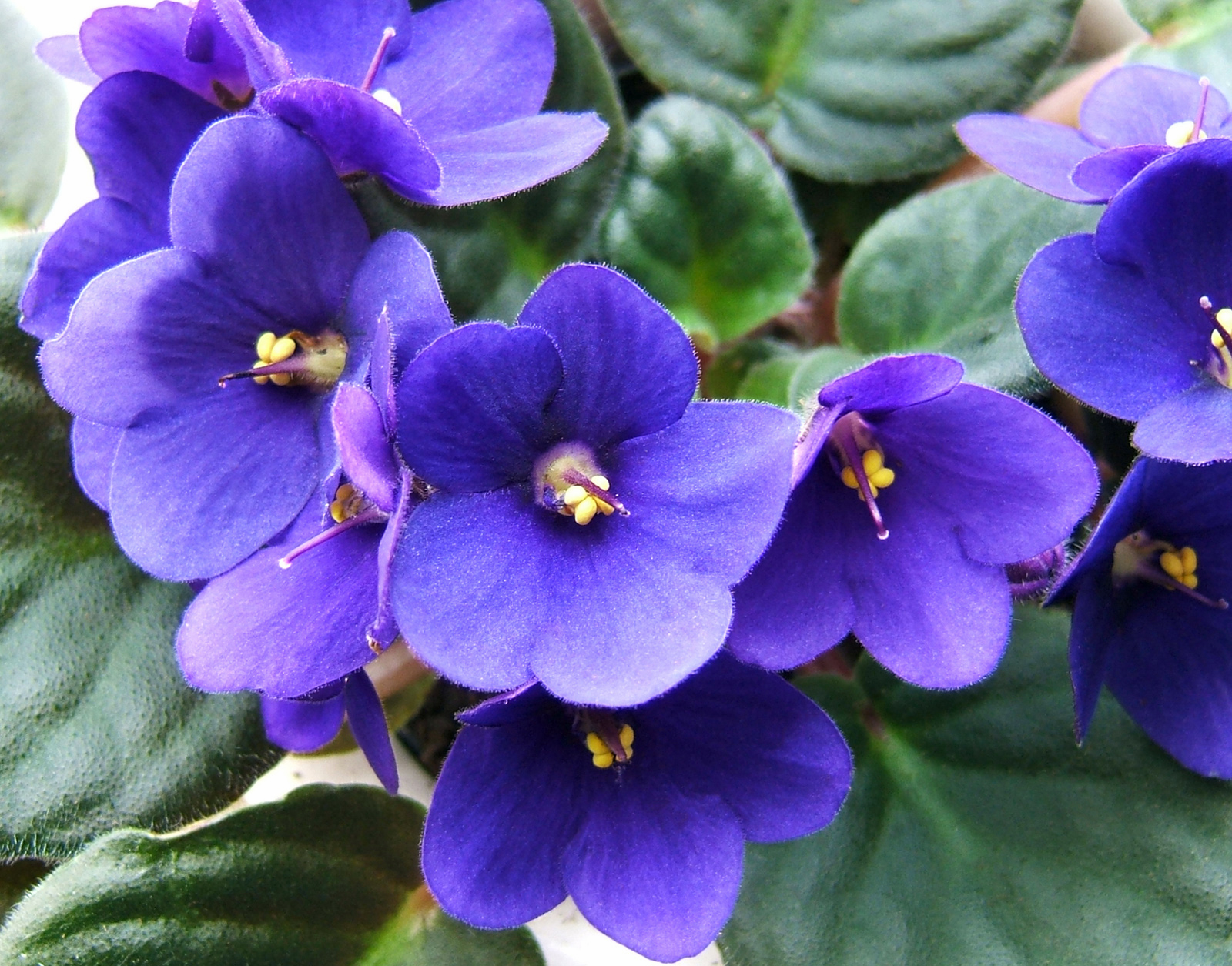
Saintpaulia ionantha, ursprungligen från Usambarabergen.